# René van Rijckevorsel

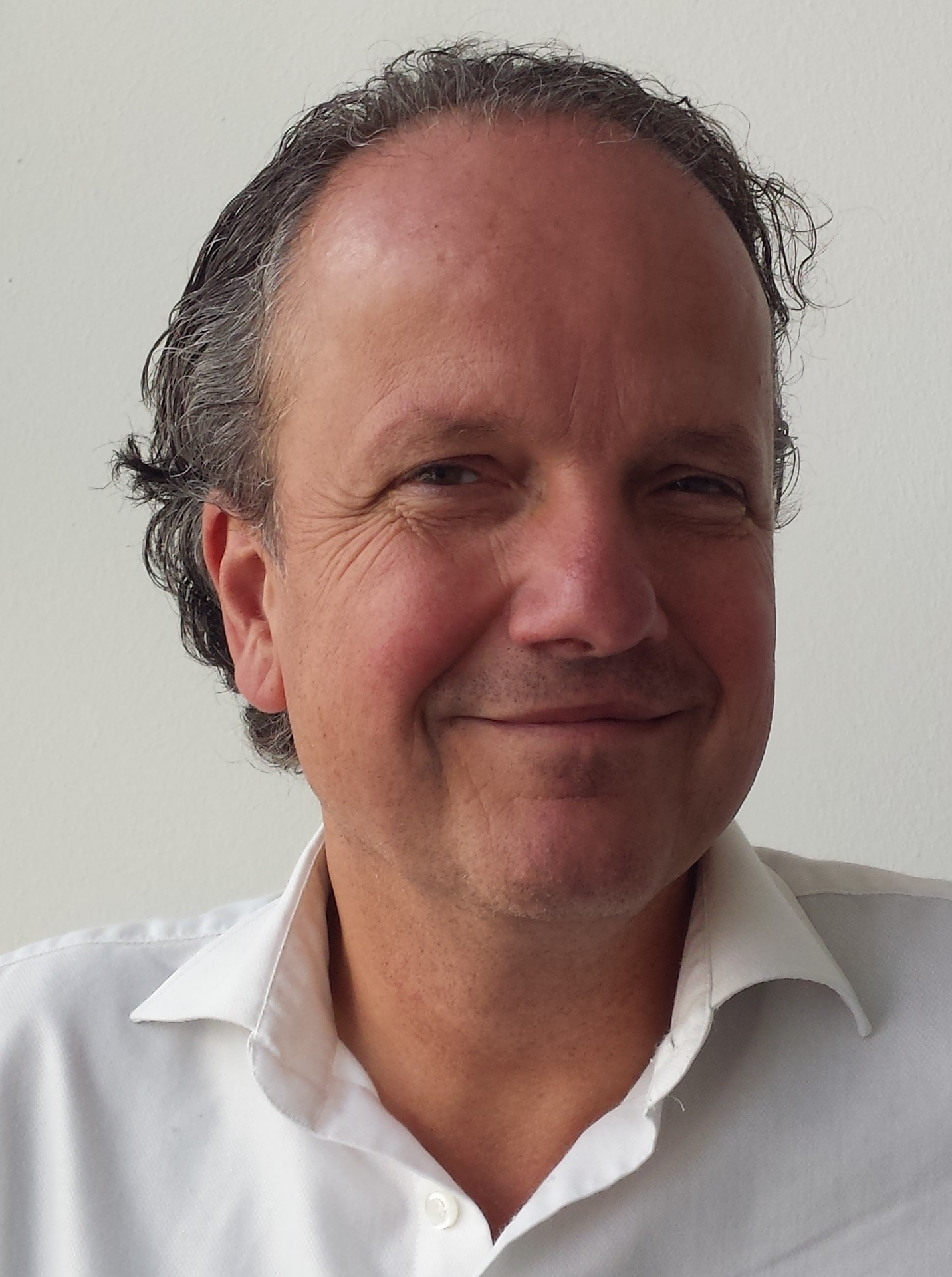
René van Rijckevorsel

René Maarten Maria van Rijckevorsel (Assen, 24 november 1961) is een Nederlandse journalist en schrijver. Hij is sinds augustus 2021 correspondent voor EW (Elsevier Weekblad) in Brussel. Daarvoor was hij vanaf 2001 lid van de hoofdredactie van Elsevier en van 2013 tot eind 2018 hoofdredacteur van het maandblad Elsevier Juist.

## Opleiding
Van Rijckevorsel studeerde Nederlandse taal en letterkunde aan de Universiteit Utrecht. Zijn afstudeerrichting was Moderne Letterkunde. Zijn scriptie beschreef de geschiedenis van het literaire tijdschrift Groot Nederland.

## Loopbaan
Na een periode als freelance journalist en tekstschrijver vestigde Van Rijckevorsel zich in 1990 in Tunis, vanwaar hij werkte als freelance correspondent voor diverse media. Na terugkeer in Nederland was hij een jaar lang eindredacteur van het maandblad Money. In 1994 werd hij chef buitenland op de redactie van Elsevier. Van 1996 tot 1999 woonde hij in Harare, de hoofdstad van Zimbabwe. Hij was daar onder meer freelance correspondent Zuidelijk Afrika voor Elsevier en NRC Handelsblad. Na terugkeer werd hij chef van de binnenlandredactie bij Elsevier en later ook adjunct-hoofdredacteur. In 2004 begon hij de nieuws- en opinie-website van Elsevier. In 2013 stond hij aan de wieg van Elsevier Juist, een informatief maandblad met veel aandacht voor innovatie, wetenschap en ontwikkelingen in het buitenland. Sinds 2021 werkt hij als correspondent in Brussel (EU en NAVO).

## Onderscheidingen en prijzen
- Voor het boek Tunis ontving Van Rijckevorsel in 2015 de Schaduwprijs voor het beste Nederlandstalige thrillerdebuut.
- De triller ZIM werd door de bezoekers van Thrillzone uitgeroepen tot de beste Nederlandstalige thriller van 2016.

## Bestuursfuncties
- Van 2009 tot en met 2017 was hij bestuurslid van de Openbare Bibliotheek Amsterdam.
- Van 2015 tot 2021 was hij bestuurslid van de Koninklijke Hollandsche Maatschappij der Wetenschappen te Haarlem.

## Persoonlijk
Jhr. drs. R.M.M. van Rijckevorsel is lid van de adellijke tak van de familie Van Rijckevorsel en een kleinzoon van burgemeester jhr. mr. Cornelis Thomas Jules van Rijckevorsel (1902-1975). Als betrokkene bij de stad Haarlem voerde hij de redactie van de bundel Hildebrandmonument Haarlemmerhout. Voor Haarlemmers door Haarlemmers, 13 september 2014 (Haarlem, 2014).